# Relaciones Argentina-Austria
Las relaciones Argentina–Austria se refiere a las relaciones diplomáticas entre la República Argentina y la República de Austria. Ambas naciones son miembros de las Naciones Unidas.

## Historia

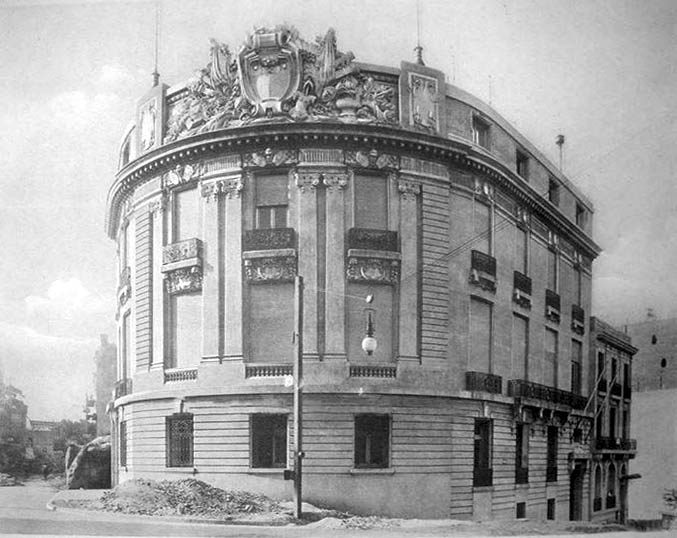
Embajada del Imperio austrohúngaro en Buenos Aires, 1914.

En 1864 Argentina y el Imperio austríaco establecieron relaciones diplomáticas y en 1867 una vez creado el  Imperio austrohúngaro se continuaron con ese nuevo imperio. A principios del siglo XX, algunos inmigrantes de Austria habían emigrado a Argentina. En 1921, Argentina donó 5 millones pesos a una Austria devastada que había emergido como nación independiente después de la Primera Guerra Mundial. En agradecimiento, Austria nombró una calle en Viena (Argentinierstraße). La mayoría de los inmigrantes austriacos que llegaron a Argentina llegaron en dos grandes olas migratorias durante la Primera y la Segunda Guerra Mundial.
En octubre de 1994, el presidente argentino, Carlos Menem, se convirtió en el primer jefe de Estado argentino en visitar Austria. En diciembre de 2000, Argentina limitó sus relaciones con Austria con respecto a la participación del partido austríaco Unión por el Futuro liderado por Jörg Haider, conocido por sus declaraciones en alabanza a las políticas nazis. En 2006, el presidente argentino, Néstor Kirchner, realizó una visita a Austria para asistir a la IV Cumbre América Latina, el Caribe y la Unión Europea en Viena. En mayo de 2008, el Canciller austríaco, Alfred Gusenbauer, realizó una visita a Argentina. Desde entonces ha habido numerosas visitas entre líderes de ambas naciones.
En 2018, se llevaron a cabo consultas políticas entre los principales funcionarios de ambas naciones. En 2019, hay una comunidad de aproximadamente 30,000 austriacos que residen en Argentina.

## Acuerdos bilaterales

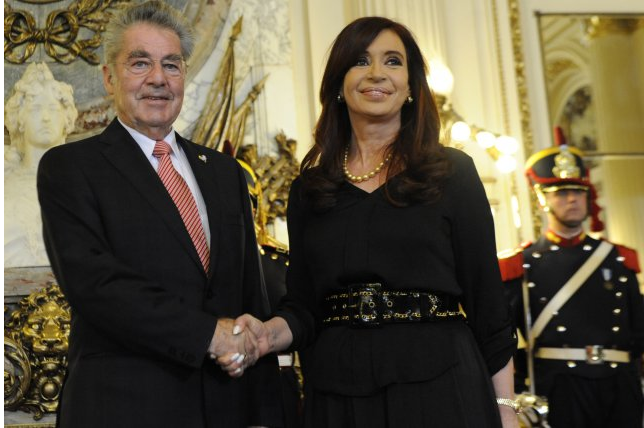
La Presidenta argentina Cristina Fernández de Kirchner con el presidente austríaco Heinz Fischer durante su visita a Buenos Aires, 2012.

Ambas naciones han firmado varios acuerdos bilaterales, como un Acuerdo sobre Indemnización por accidentes de trabajo por austriacos que trabajan en Argentina (1926); Acuerdo de cooperación cinematográfica (1958); Tratado sobre la conducción del servicio militar para los quienes tengan la doble nacionalidad (1979); Acuerdo de cooperación económica e industrial (1979); Acuerdo de cooperación científica y cultural (1980); Acuerdo sobre la promoción y protección de inversiones (1992); Acuerdo de servicio aéreo (2008) y un Acuerdo para la eliminación de la doble imposición en el campo de los impuestos sobre la renta y la propiedad y para la prevención de la reducción y la evasión fiscal (2019).

## Relaciones comerciales
En 2017, el comercio bilateral entre ambas naciones ascendió a $304 millones de dólares. Las principales exportaciones de Argentina a Austria incluyen: artes y suministros para la industria automotriz; aceites y derivados de carne de res; frutas y soya. Las principales exportaciones de Austria a Argentina incluyen: maquinaria y equipo; productos farmacéuticos; instrumentos médicos y de medición; productos ortopédicos y productos de hierro y acero.

## Misiones diplomáticas residentes
- Argentina tiene una embajada en Viena.[7]
- Austria tiene una embajada en Buenos Aires.[8]

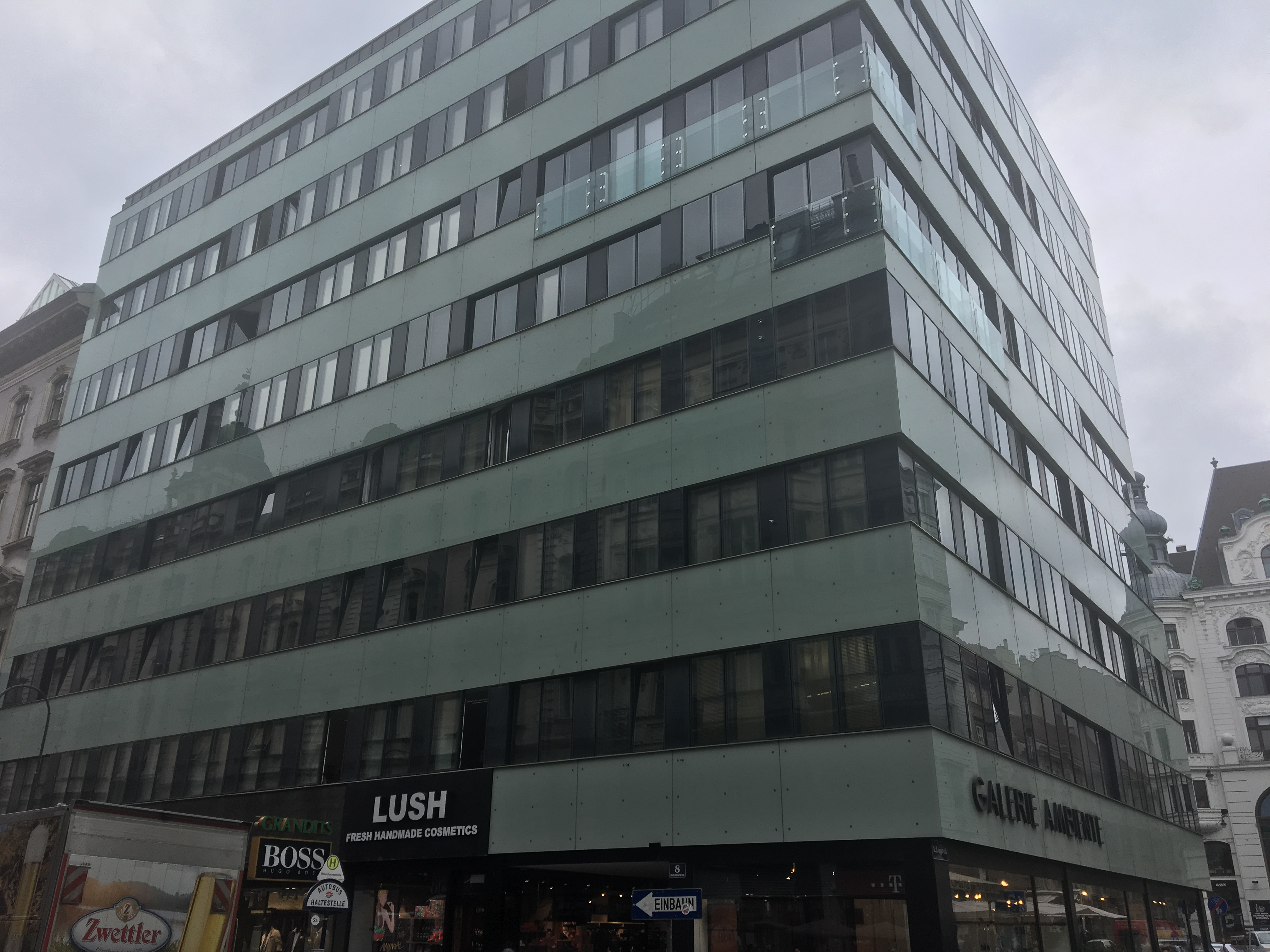
Edificio alojando a la Embajada de Argentina en Viena
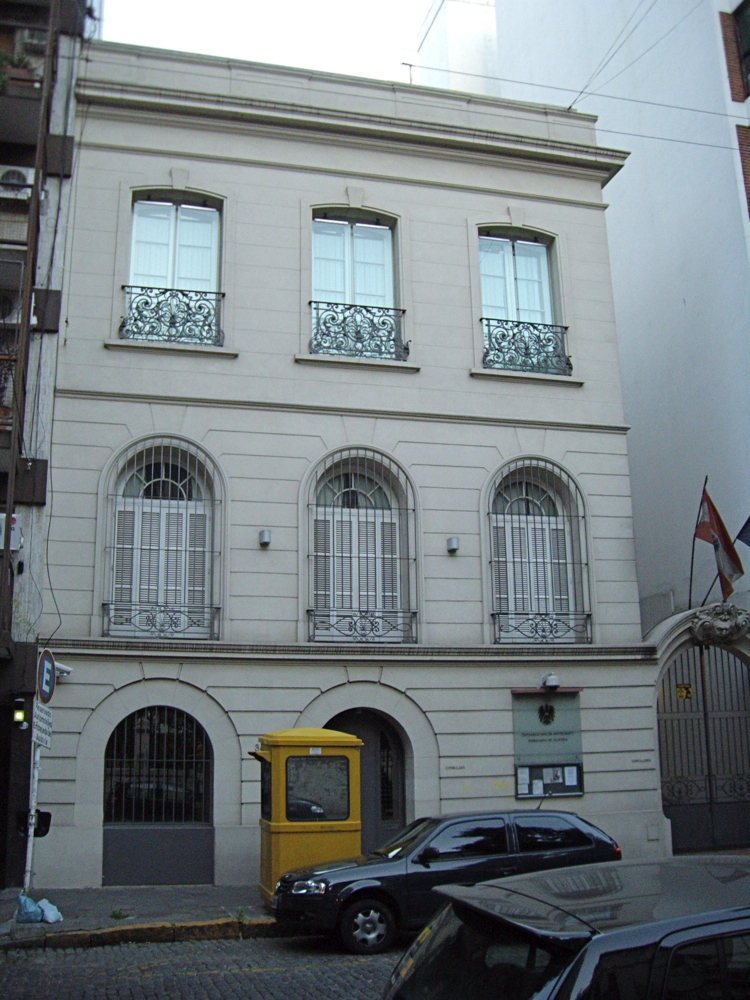
Embajada de Austria en Buenos Aires